# She's Madonna
She's Madonna är en poplåt av Robbie Williams och Pet Shop Boys, släppt på singel den 5 mars 2007. Den har legat högt på försäljningslistorna i flera länder och spelats mycket i radio på många stationer.

## Låtlista
Storbritannien, CD1

1. "She's Madonna" - 4:16
2. "Never Touch That Switch" [Switch Remix] - 5:06

Storbritannien, CD2

1. "She's Madonna" - 4:16
2. "She's Madonna" [Chris Lake Remix] - 5:43
3. "She's Madonna" [Kris Menace Vocal Re-Interpretation] - 4:25
4. "She's Madonna" [Kris Menace Dub] - 5:37

Storbritannien, DVD

1. "She's Madonna" [Video]
2. "Never Touch That Switch" [Nightmoves Remix - Audio]
3. "Never Touch That Switch" [Dark Horse Remix - Audio]
4. "Photo Gallery & Video Clip"

## Musikvideo
Musikvideon spelade in i Los Angeles med Williams föreställande professionell dragqueen på en nattklubb.  Alexis Arquette medverkande som en drag queen. Videon regisserades av Johan Renck, som tidigare regisserat Madonnas videor "Nothing Really Matters" 1999 och "Hung Up" 2005.

## Övrigt
Det märkliga språket han babblar i slutet av låten är ett påhittat nonsens-språk som har sitt ursprung i en serie sketcher i det brittiska komediprogrammet "The Fast show" där Robbie Williams medverkade i ett specialavsnitt.

### Årsslutslistor
| Lista (2007)       | Ranking |
| ------------------ | ------- |
| Tyska singellistan | 36      |

### Certifikat
| Land     | Certifikat (Försäljning) |
| -------- | ------------------------ |
| Tyskland | Gold                     |